# Gustavo Ron
Gustavo Ron Zorzano (Madrid, España, 14 de diciembre de 1972) es un guionista y director de cine español.
Entre sus principales obras destacan el largometraje Mia Sarah (2006), última película del actor Fernando Fernán Gómez, y Vivir para siempre, rodada en inglés (2010). 

## Biografía
Ron nace en Madrid en 1972. Vive en Cádiz, Valladolid y Barcelona hasta los 14 años. Estudió el  bachillerato en Oxford y Brighton, y en 1992 comenzó la carrera de Periodismo en la Universidad de Navarra, donde realizó sus primeros cortometrajes. Dos años más tarde se marcha a Inglaterra para matricularse en Producción, Dirección y guion cinematográfico en la London Film School.
Después de graduarse con el mejor cortometraje de su curso (My Kind of Girl), Ron inicia su carrera profesional como auxiliar de producción en películas como El efecto mariposa (Dir: Fernando Colomo) o Why not me (Dir: Stephane Giusti). 
Posteriormente realiza tareas de producción para distintos documentales internacionales, hasta que en el año 2000 produce su primer largometraje, Kundalini, que fue dirigido por Kevin Noland. 
Antes de lanzarse a la dirección, trabaja como guionista en Los Ángeles y Chicago. Su primer largometraje, Mia Sarah, llega en 2006 siendo una fábula de personajes solitarios a los que prestan vida los populares Verónica Sánchez (Los Serrano), Daniel Guzmán (Aquí no hay quien viva), Manuel Lozano (La lengua de las mariposas) y Fernando Fernán Gómez, para quien sería su última película y con el que Ron mantuvo una entrañable amistad.
En 2010, debuta internacionalmente como director con su largometraje Vivir para siempre, adaptación del libro de Sally Nichols Esto no es justo (Ed. Umbriel).

## Filmografía

### Dirección y guion
- Especialː Una Navidad para recordar. Especial (2019-presente)
- 45 revoluciones. Serie (2019-presente)
- Velvet Colección. Serie (2017-2019)
- My Bakery in Brooklyn. Largometraje (2016)
- Vivir para siempre. Largometraje (2009)
- Mia Sarah. Largometraje (2006)
- Por un beso (For one kiss). Cortometraje (1998)
- Mi  tipo de chica (My kind of girl). Cortometraje (1997)
- Confuso (Bamboozled). Cortometraje (1996)

### Producción
- Americano, 2002 Producción ejecutiva.
- Koundalini, 2000 Producción.

## Premios y nominaciones
Medallas del Círculo de Escritores Cinematográficos
| Año  | Categoría            | Película           | Resultado |
| ---- | -------------------- | ------------------ | --------- |
| 2006 | Premio revelación    | Mia Sarah          | Nominado  |
| 2010 | Mejor guion adaptado | Vivir para siempre | Ganador   |
| 2010 | Mejor director       | Vivir para siempre | Nominado  |